# Thomas Jefferson
Thomas Jefferson (1743. április 13. – 1826. július 4.) amerikai politikus, diplomata, ügyvéd, filozófus, építészmérnök, zenész és alapító atya, az Egyesült Államok alelnöke (1797–1801, John Adams elnöksége alatt), majd harmadik elnöke (1801−1809).
Jefferson a demokrácia és a republikanizmus támogatója, a Függetlenségi Nyilatkozat fő szerzője volt.
Ő alapította a Demokrata-Republikánus Pártot, illetve a Virginiai Egyetemet.

## Fiatalkora és tanulmányai

### Családja és gyermekkora
Viriginia kolónia területén született, a Shadwell ültetvényen, szülei tíz gyermeke közül harmadikként, angol és talán walesi származású brit alattvalóként. Apja, Peter Jeffersont ültetvényes és felügyelő volt, anyja, Jane Randolph Jefferson angol és skót nemesi ősökkel bírt, családfáját a 14. században élt Thomas Randolphig, Moray első grófjáig vezette vissza, aki Skócia régense volt.
1745-ben elhunyt William Randolph III, Peter Jefferson barátja, és végakaratában Jeffersont nevezte meg gyermekei gyámjaként, így Peter és családja Randolph birtokára, a Tuckahoe ültetvényre költöztek, ahol Thomas oktatása is megkezdődött: a Randolph gyermekekkel együtt tanult magántanároktól. Öt éves korában beíratták egy angol iskolába. 1752-ben tértek vissza Shadwellbe, ahol Thomas egy helyi skót presbiteriánus lelkész iskolájába járt.

### Tanulmányai
1757-ben Peter Jefferson elhunyt. Birtokait felosztották két élő fia, Thomas és Randolph (1755-1815) között. Thomas megközelítőleg 2000 hektárnyi földet örökölt; gyámja nagykorúságáig John Harvie Sr., ültetvényes és szomszédos földek birtokosa, a Jefferson család barátja lett.
1758 és 1760 között James Maury tiszteletes tanította, akinek családjával élt a virginiai Gordonsville közelében. Képzése tartalmazott történelem-, természettudomány- és klasszikus irodalom órákat. Tizenhat éves korában Jefferson megkezdte tanulmányait a College of William & Mary egyetemen, ahol matematikát, metafizikát és filozófiát tanult William Small professzor irányítása alatt.
Jefferson életében meghatározó szerepet játszottak a könyvek. Első könyvgyűjteménye, amelyet fiatalkorában alapított az apjától örökölt könyvekkel, kétszáz kötetes volt, amikor 1770-ben egy tűzvészben megsemmisült. 1773-ra második gyűjteménye már 1250 kötetet tartalmazott, 1814-ben közel 6500-at. Amikor a brit hadsereg 1812-ben felgyújtotta a Kongresszusi Könyvtárat, eladta könyveit az amerikai kormánynak 23 950 dollárért, amelyet hatalmas adósságainak kifizetésére használt. Hamarosan mégis újrakezdte a könyvek gyűjtését, és élete hátralévő tíz évében kétezer kötetet gyűjtött össze.

## Politikai tevékenysége

### Elnöksége előtt
Jefferson fogalmazta meg a függetlenségi nyilatkozatot, ami, „eredeti célja” mellett, számos amerikai ideológia és politikai irányzat alapja lett. Jefferson egyedül készítette el a nyilatkozat piszkozatát, ami egy bizottság feladata lett volna, de ők csak később kezdtek el a nyilatkozattal foglalkozni, miután Jefferson a piszkozatot „véglegesnek” találta.
Politikai életét Virginia állam kormányzójaként folytatta. Az alkotmányos konvención nem vett részt, az alkotmányt elfogadta, de hiányolta belőle a Bill of Rightsot.

„Európában voltam amikor az Alkotmányt tervezték s meghozataláig nem is láttam. Miután kézhez kaptam, erélyesen írtam Madison úrnak és rámutattam a vallásszabadság, a sajtószabadság, az esküdtszéki tárgyalás, a habeas corpus, az állandó hadsereg milíciával való helyettesítése, és a kifejezetten nem az Unióhoz utalt jogok [tag]Államok részére való határozott megtartása kitételeinek hiányára. Ő ennek értelmében a Kongresszus első ülésén előterjesztette ezeket a kiegészítéseket, miket az Államok mai állapotukban elfogadtak és hatályra emeltek.”

--Levél Dr. Joseph Priestley-hez, Washington, 1802. június 19.

1785-től 1789-ig John Adamsszel Franciaországban volt követ (Benjamin Franklint váltotta), feladata volt kereskedelmi egyezmények előkészítése Angliával, Spanyolországgal és Spanyolországgal. Visszatérése után Washington elnök alatt külügyminiszter lett. Alexander Hamiltonnal való nézeteltérések miatt Jefferson és James Madison megalapította a Demokrata-Republikánus Pártot. A párt alatt az Egyesült Államoknak négy elnöke futott, köztük Jefferson is, elsőként. 
1793-ban háború tört ki Franciaország és Nagy-Britannia közt. Jefferson a franciák mellé állt, de a Jay egyezmény kimondta, hogy a háborúban az amerikai nemzet a briteket támogatja. Jefferson ekkor egy időre visszavonult a politikai élettől. 1797-től 1801-ig John Adams alatt alelnök volt. Ez idő alatt írta meg az Útmutató a parlamenti gyakorlathoz c. írását, amit a mai napig használnak. Adams ideje alatt Amerika flottaháborút vívott Franciaországgal. Adams növelte a tengerészeti kiadásokat, melyeket új adók kiszabásával próbált kiegyenlíteni. Kiadták az Idegen és lázadási törvényt, amit Jefferson saját pártja elleni támadásnak értékelt, nem pedig törvényként. Az új adókat nyíltan támadta, majd 1800-ban kijelentette, hogy indul az elnöki székért. Ellenfele a New York-i Aaron Burr volt. A Federalisták azzal támadták Jeffersont, hogy deista, a kereszténység ellensége.
A választások döntetlennel végződtek, melynek értelmében a képviselőháznak kellett döntenie az elnök személyéről. Hamilton meggyőzte a federalistákat, hogy Jefferson nem jelent akkora fenyegetést rájuk, mint Burr. A képviselőházi szavazás alapján Jefferson lett az Egyesült Államok harmadik elnöke, az első, aki a Demokrata-Republikánus Párttal nyert. A történelem során még három elnökjelölt nyert e párt színeiben.

### Elnökség
Jefferson elnöksége 1801-től 1809-ig tartott. Alelnöke Aaron Burr, aki a választásokon alulmaradt. Az akkori amerikai választási rendszerben nem az elnök választotta meg a saját alelnök-jelöltjét, hanem a második legtöbb elektori szavazatot kapott jelölt lett automatikusan az alelnök. 1801. március 4-én mondta el beavatóbeszédét, amelyben az egység fontosságát sürgette. Akkoriban az ország nagyon megosztott volt, főleg a politikai pártok miatt, melyeket a federalisták és a demokrata-republikánusok alkottak.
Elnöksége alatt történt meg a Louisiana-vásárlás, Ohio felvétele az unióba, az Orleans-terület megalapítása, az 1804-es földtörvény, a tizenkettedik kiegészítés, a Lewis- és Clark-expedíció, az 1807-es embargótörvény és a rabszolga-behozatal eltörlése.

### Egyetemalapítás

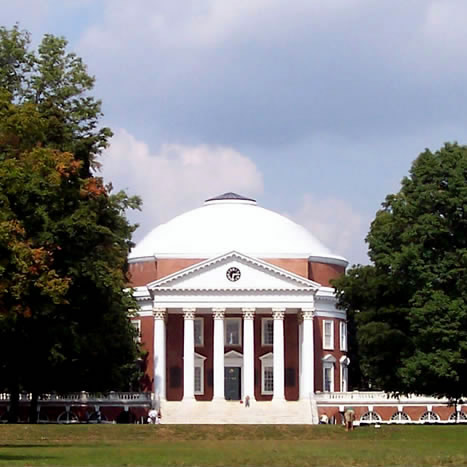
A Virginiai Egyetem

Elnöki idejének lejárta után sem vonult vissza a közélettől. A Virginiai Egyetem megalapítása volt elnöksége utáni (és egyesek szerint egész életében) fő tevékenysége, ami a világtörténelem első olyan felsőoktatási intézményét hozta létre, ahol az egyház vagy a vallás nem befolyásolta az oktatást. Dr. Thomas Cooper-höz intézett levelében (Monticello, 1814. január 16.) írja, hogy régóta tervezgette az egyetemet, és a Virginiai Jegyzetekben (Notes on Virginia, Qu. 14) 30 évvel azelőtt már felvázolta körvonalait. 1819-ben vált valóra, amikor létrejött az egyetem. 1825-ben nyitotta meg a kapuit. Az egyetemre számos hírességet meghívtak, köztük Edgar Allan Poe-t is.

## Magánélete

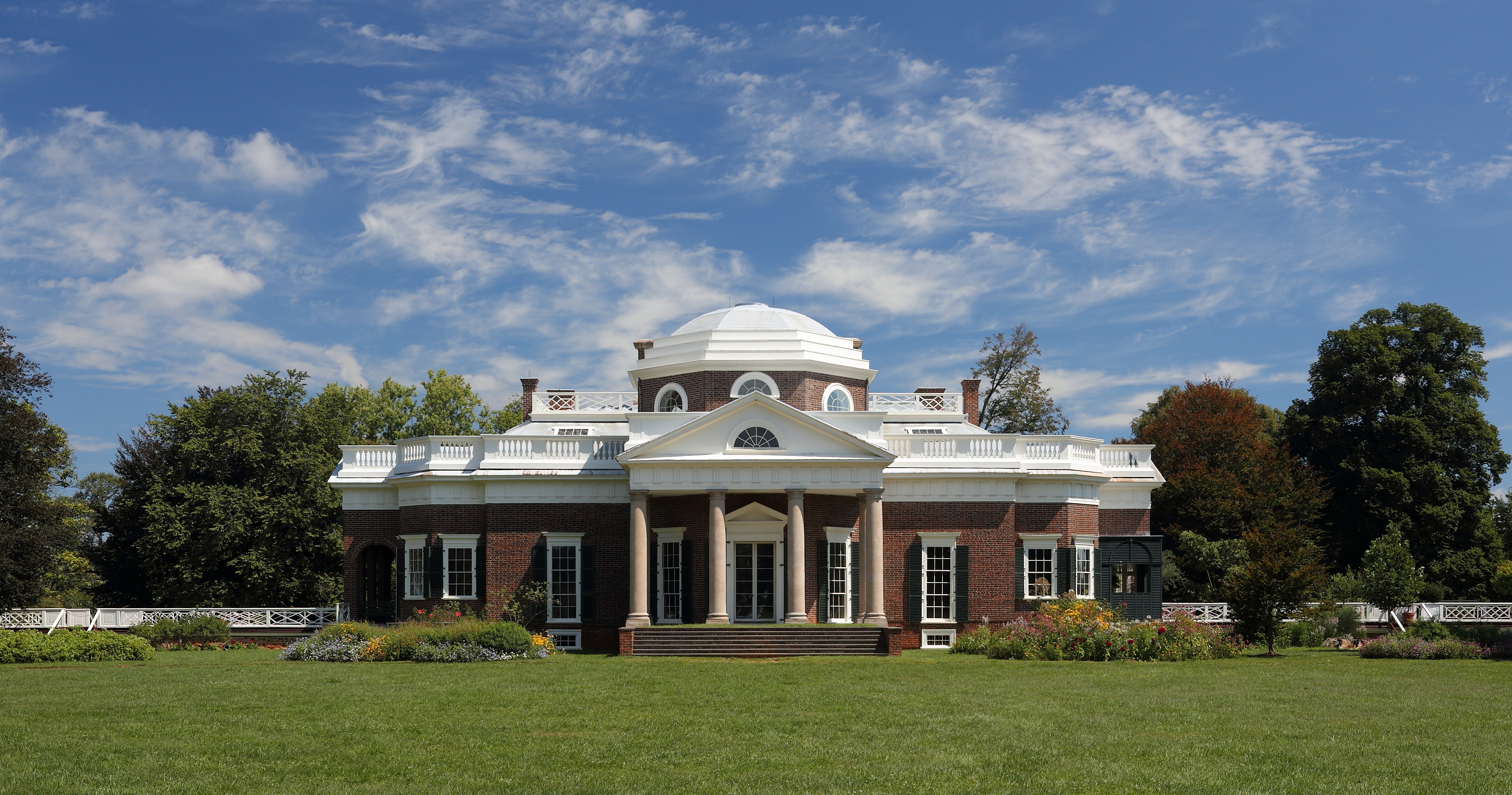
Monticello, Thomas Jefferson otthona, amelyet maga tervezett

1768-ban Jefferson elkezdte otthonának építését, amelyet Monticellónak (olasz: kis hegy, hegyecske) nevezett el, és egy domb tetején épült Jefferson ültetvényei felett. Maga tervezte az épületet, amelyet nagyrészt helyi kőművesek és ácsok építettek, Jefferson rabszolgáinak segítségével.
1772. január 1-jén Jefferson feleségül vette harmadfokú unokatestvérét, a huszonhárom éves Martha Wayles Skeltont, Bathurst Skelton özvegyét, akivel Monticellóban éltek, és aki igazgatta a Jefferson háztartást. A házasság boldognak bizonyult, és a házaspár gyakran zenélt együtt: Martha zongorázott, Thomas hegedűn vagy csellón kísérte. Hat gyermekük született, de csak ketten élték meg a felnőttkort:
- Martha "Patsy" Jefferson Randolph (1772. szeptember 27. – 1836. október 10.), az egyetlen gyermek, aki huszonöt évnél többet élt. Különösen közel állt apjához, akinek elnöksége alatt a Fehér Ház háziasszonyának szerepét is betöltötte, mivel anyja eddigre elhunyt, és apja nem nősült újra. 1790-ben feleségül ment harmadfokú unokatestvéréhez, Thomas Mann Randolph Jr.-hoz, akivel tizenkét gyermekük született.[15]
- Jane Jefferson (1774-1775)
- egy halvaszületett fiúgyermek (1777)
- Mary "Polly", később "Maria" Jefferson Eppes (1778. augusztus 1. – 1804. április 17.), 1797-ben feleségül ment harmadfokú unokatestvéréhez és gyermekkori barátjához, John Wayles Eppes-hez. Három gyermekük született, ami megviselte Maria gyenge egészségét, és korai halálához vezetett.[16]
- Lucy Elizabeth Jefferson (1780-1781)
- Lucy Elizabeth Jefferson II (1782-1784)[17][18]

Martha egészsége gyenge volt, cukorbetegségben szenvedett és megviselték a szülések. Néhány hónappal utolsó gyermekének születése után, 1782. szeptember 6-án halt meg. Halálos ágyán megígértette férjével, hogy soha nem nősül újra, mert nem bírta elviselni a gondolatot, hogy egy másik anya nevelje fel a gyermekeit. Jeffersont mélyen lesújtotta felesége halála.
1787 júniusában Jefferson magához hívta Párizsba legfiatalabbik élő gyermekét, a kilenc éves Pollyt, akit elkísért egy fiatal rabszolga, Sally Hemings. Sally Jefferson néhai feleségének, Marthának volt a féltestvére, aki egy rabszolgától született, és akit Martha 1773-ban örökölt apjától. A tizenhat éves Sally a negyvennégy éves Jefferson ágyasa lett, és hamarosan gyermeket várt tőle. Az elkövetkező években Sallynek legalább hat gyermeke született, akiknek valószínűleg Jefferson volt az apja:
- Névtelen gyermek, aki Madison Hemings emlékiratai szerint Párizsban született és csecsemőként halt meg Monticellóban, nem sokkal azután, hogy anyja visszatért ide.
- Harriet Hemings I (1795. október 5. – 1797. december)[22]
- Beverley Hemings, talán William Beverley Hemings (1797. április 1. – 1873 után), felnőttként Jefferson felszabadította, 1822-ben Washingtonban élt, egy ideig húgával, Harriettel. Öccse, Madison szerint megnősült és gyermekei is születtek.[22][23]
- Csecsemőként elhunyt lánygyermek, talán Thenia Hemings (1799)
- Harriet Hemings II (1801. május –), huszonegy éves korában, 1822-ben Thomas Jefferson informálisan felszabadította. Harriet Washingtonba költözött bátyjához, Beverlyhez, akit nem sokkal korábban szabadítottak fel. Egy ideig levelezett Monticellóban maradt öccsével, Madisonnal, majd nem írt többet. Madison szerint férjhez ment, születtek gyermekei, és később Marylandben élt.[22][23]
- Madison Hemings, talán James Madison Hemings (1805. január 19. – 1877. november 28.)[22] 1873-ban egy újságinterjúban bejelentette, hogy ő és testvérei Thomas Jefferson gyermekei. Az állítás nagy nemzetközi figyelmet vonzott, a történészek máig vitatkoznak hitelességéről. 1998-ban egy DNS-teszt bebizonyította, hogy Madison öccsének, Estonnak a leszármazottai rokonságban állnak a Jefferson-család férfitagjaival, amit a legtöbb történész döntő erejű bizonyítékként fogadott el.[24]
- Eston Hemings, talán Thomas Eston Hemings (1808. május 21.  – 1856. január 3.)

## Halála
1826. július 4-én érte a halál, a függetlenségi nyilatkozat kiadásának ötvenedik évfordulóján, ugyanazon a napon, amikor John Adams is meghalt. A monticellói birtokán temették el egy koporsóban. Ő volt az első elnök, akit nem kriptában helyeztek nyugalomra, mint George Washingtont és Adamset. A sírfeliratot saját maga írta.
Itt nyugszik 
 Thomas Jefferson, 
 a függetlenségi nyilatkozat alkotója, 
 a virginiai vallástörvény szerzője 
 és a Virginiai Egyetem alapítója.

## Filozófiai nézetei
Jefferson úgy képzelte el a sikeres Amerikát, hogy a földművelésen van a hangsúly. Ez ellenkezett Alexander Hamilton nézetével, aki erős ipart és kereskedelmet akart megvalósítani. Jefferson hitt az amerikai nemzet egyediségében, őt tekintik az amerikai excepcionalizmus atyjának. Számos felvilágosodáskori filozófus volt nagy hatással rá, köztük is leginkább John Locke, akinek filozófiájából a függetlenségi nyilatkozat megírásakor sokat merített. Thomas Paine Józan ész c. szórólapja is hatást gyakorolt rá. Erősen hitte, hogy minden embernek vannak bizonyos „elidegeníthetetlen jogai”, köztük az önrendelkezés és a szabad gondolkodás. Jefferson igen jelentős szerepet vállalt abban, hogy pontosan kifejtse, mit is értünk „szabadság” alatt. Elmondása szerint a személyi szabadság abban merül ki, hogy azt cselekszünk, amit csak az akaratunk diktál, bizonyos határok között, amelyeket csak a személyi egyenjogúság szabhat meg. Az ezzel ellenkező törvényeket a „zsarnok akaratának” hívta, melyek alapvetően megsértik az emberi jogokat. Egy megfelelő kormány csak abba szólhat bele, amikor az egyéni szabadság veszélyezteti az egyenlőséget.
Számos alkalommal, főleg írásaiban arról tett tanúbizonyságot, hogy csodálja a kormány nélküli indián törzsek életmódját, az egységet, amiben élnek.

## Emlékezete

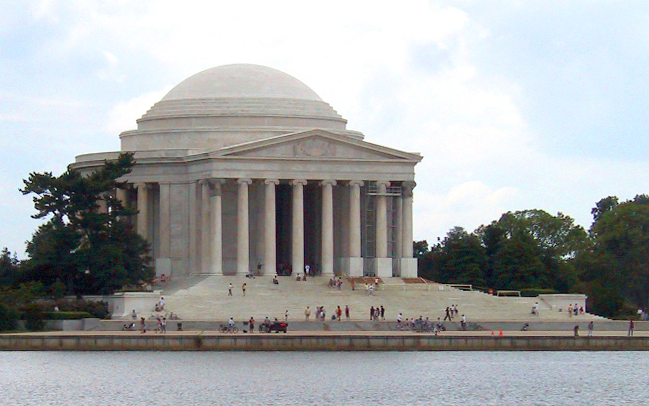
A Jefferson-emlékmű

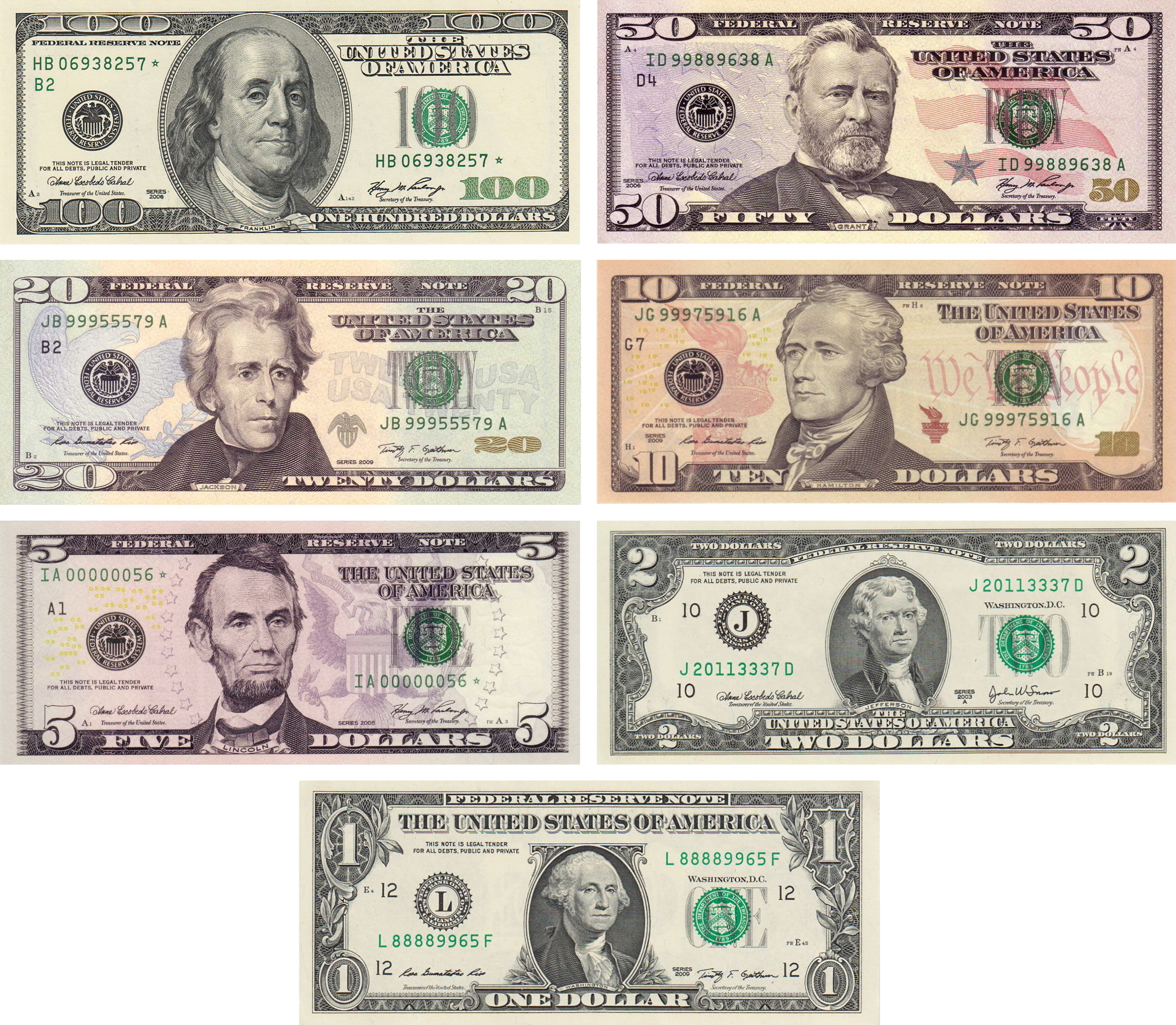
A kétdolláros bankjegy előlapján

Jefferson születésének kétszázadik évfordulóján, 1943. április 13-án felavatták a Jefferson-emlékművet Washington, D.C.-ben. Az épület belsejében 19 Jefferson-szobor található, illetve különböző műveiből falmetszetek. Ezek közül a legemlítésreméltóbb a tető körüli véset:
„Örök ellenséget esküdtem Isten oltárán az emberi szellem fölötti zsarnokság minden formája ellen.”

Jefferson arcképe az ötcentesen és a mostani kétdolláros bankjegyen látható.
Nevét viseli a Philadelphiai Thomas Jefferson University.

## Érdekességek
- 189 cm magas volt.
- A Julián-naptár szerint április 2-án született. A Gregorián naptár szerint április 13. Az utóbbi a hivatalos.
- 1779 és 1781 között Virginia állam kormányzója volt.
- Amikor 1962-ben Kennedy elnök 49 Nobel-díjast köszöntött a Fehér Házban, azt mondta, hogy „Azt hiszem, most gyűlt össze a legkiválóbb emberi tudás a Fehér Házban, talán azzal a kivétellel, amikor Thomas Jefferson egyedül vacsorázott”.
- Csak Thomas Jefferson és John Adams lett elnök a függetlenségi nyilatkozat írói közül.
- Elnöksége alatt mindössze két beszédet tartott.
- Monticello és a Virginiai Egyetem együttesen egyike a négy, Egyesült Államokban található, ember által alkotott világörökségnek.
- Miután 1814 augusztusában a britek felégették a kongresszusi könyvtárt, Jefferson 6487 kötetet ajánlott fel, amiért 23 950 dollárt kapott.
- Személyes bejegyzései szerint 187 volt a legnagyobb számú rabszolga, ahányat tartott.
- John Adams előtt halt meg néhány órával.

## Elődök és utódok
| Elődje: John Adams | Az Amerikai Egyesült Államok elnöke 1801. március 4. – 1809. március 4. | Utódja: James Madison |

| Elődje: John Adams | Az Amerikai Egyesült Államok alelnöke 1797. március 4. – 1801. március 3. | Utódja: Aaron Burr |

| Elődje: Patrick Henry | Virginia kormányzóinak listája 1779. június 1. – 1781. június 3. | Utódja: William Fleming |